# Abraham Buschke
Abraham Buschke (ur. 27 września 1868 w Nakle nad Notecią, zm. 25 lutego 1943 w Theresienstadt) – niemiecki dermatolog żydowskiego pochodzenia. Jego nazwisko upamiętniają eponimy kilku chorób, m.in. twardziny Buschkego, kłykcin Buschkego-Löwensteina i zespołu Buschkego-Ollendorff. Abraham Buschke zginął zamordowany w obozie koncentracyjnym w Terezínie.

## Życiorys
Abraham Buschke urodził się w miejscowości Nakło nad Notecią (niem. Nakel). Uczył się w tamtejszym Königliches Gymnasium; gdy wiosną 1886 ukończył szkołę w wieku 17 lat zmarł jego ojciec, z zawodu sprzedawca. Buschke studiował na Śląskim Uniwersytecie Fryderyka Wilhelma we Wrocławiu, Uniwersytecie Fryderyka Wilhelma w Berlinie i Uniwersytecie w Greifswaldzie. W 1891 roku w Berlinie otrzymał tytuł doktora medycyny i rozpoczął pracę jako asystent chirurga w Greifswaldzie u Heinricha Helfericha. Później podjął pracę w klinikach dermatologicznych we Wrocławiu u Alberta Neissera i w Berlinie u Edmunda Lessera. W 1904 roku został ordynatorem oddziału dermatologii miejskiego szpitala w Berlinie, a w 1906 objął wydział dermatologii Szpitala Rudolfa Virchowa (Rudolf-Virchow-Krankenhaus), gdzie dysponowano 400 łóżkami dla pacjentów dermatologicznych. W 1908 roku został profesorem tytularnym, i profesorem nadzwyczajnym w 1920 roku. Głównym obszarem zainteresowań Buschkego były rzeżączka i kiła. Początkowo był sceptyczny wobec salwarsanu, być może dlatego, że Paul Ehrlich, który wprowadził lek w 1910 roku, nie zaproponował go Buschkemu, rozdając go za to innym dermatologom. Razem z Martinem Gumbertem napisał monografię poświęconą kile u dzieci, w oparciu o 160 przypadków pacjentów pediatrycznych leczonych na jego oddziale w okresie 6 miesięcy. Współpracownikami Buschkego byli William Curth i Helen Curth Ollendorff.
W 1933 roku stracił pracę. W 1943 Buschke zginął w obozie koncentracyjnym w Theresienstadt (Terezín). Wojnę przeżyła jego żona Sara z domu Gollinger i trzech synów, z których dwóch również zostało lekarzami.

## Wybrane prace
- Die Fürsorge für geschlechtskranke Kinder am Rudolf-Virchow-Krankenhaus. (z Martinem Gumpertem). Berlin, 1926.
- Geschlechtskrankheiten bei Kindern – Ein ärztlicher und sozialer Leitfaden für alle Zweige der Jugendpflege. (z Martinem Gumpertem) 1926
- Gonorrhoe nebst einem Anhang der sterilitat des Mannes. (z E. Langerem) Berlin, 1926. 570 ss.
- Akne. (z A. Josephem). [w:] „Neue Deutsche Klinik”. vol. 1. Berlin-Wiedeń, 1927.
- Die Sprosspilze. (z A. Josephem)
- Die Sporotrichose. (z E. Langerem) [w:] Handbuch der pathogenen Mikroorganismen, 3rd ed., vol. 5, Jena-Berlin-Wiedeń, 1928.
- Blastomykose. (z A. Josephem). Handbuch der Hautkrankheiten, vol.11; Berlin, 1928.
- Die Generalisierung der Syphilis und die Ausscheidung der Spirochäten. (z F. Jacobsohnem).
- Immunität bei Syphilis. (z A. Josephem)
- Reinfektion und Superinfektion bei Syphilis. Handbuch der Hautkrankheiten (z B. Peiserem). Vol. 15, 2; Berlin, 1929.